# Billet de 100 francs Delacroix
Pour les articles homonymes, voir 100 francs.
Recto
Verso
Chronologie
100 francs Corneille 100 francs Cézanne
Le 100 francs Delacroix est un billet de banque français créé par la Banque de France le 24 mars 1978 et émis le 2 août 1979. Il succède au 100 francs Corneille et sera remplacé par le 100 francs Cézanne.

## Historique
Ce billet polychrome imprimé en taille-douce appartient à la deuxième grande série des « créateurs et scientifiques célèbres » commandée par la Banque et dans laquelle l'on compte Berlioz, Debussy, Quentin de La Tour, Montesquieu et Pascal.
Il est le premier billet français à être produit avec des marques en relief (rectangles et points), ceci afin de déjouer les contrefaçons et permettre aux non-voyants la lecture.
Le billet fut imprimé de 1978 à 1995. Il commence à être retiré de la circulation le 1er février 1999 et après le 31 janvier 2009, il ne peut plus être échangé contre des euros.
Son tirage total est de 7 373 000 000 exemplaires.

## Description
La vignette a été dessinée par Lucien Fontanarosa et a été gravée par Henri Renaud, Jacques Jubert et Jacques Combet.
Les tons dominants sont le brun et l'orange.
Au recto : centrée, l'Autoportrait au gilet vert d'Eugène Delacroix tenant au premier plan sa palette et ses pinceaux devant un détail du tableau La Liberté guidant le peuple.
Au verso : le même autoportrait Delacroix, mais ici le peintre, une plume d'oie à la main, est en train d'écrire son fameux journal. En fond, les arbres de la place Furstenberg sur laquelle s'ouvrait l'atelier du peintre.
Le filigrane représente la tête de Delacroix de trois quarts.
Ses dimensions sont de 160 mm x 85 mm.

## Différentes versions
Une version est apparue à partir de l'alphabet numéro 8, avec les mots « CENT FRANCS » écrits en marron hachuré au lieu de la couleur orange auparavant.
Ce billet fut réimprimé en 1984 dans une version plus claire et aux gravures plus affinées.